# Gopaliella marphysae
Gopaliella marphysae is een soort in de taxonomische indeling van de Myzozoa, een stam van microscopische parasitaire dieren. Het organisme komt uit het geslacht Gopaliella en behoort tot de familie Metameridae. Gopaliella marphysae werd in 1974 ontdekt door Ganapati, Kalavati & Sundaram.